# Żeleznodorożnyj (stacja kolejowa)
Żeleznodorożnyj – stacja kolejowa w Żeleznodorożnym, w obwodzie królewieckim, w Rosji.